# دينيس شنايدر
دينيس شنايدر (بالفرنسية: Denis Schneider)‏ هو رسام فرنسي، ولد في 1946 في متز في فرنسا.